# おれの女に手を出すな
『おれの女に手を出すな』（おれのおんなにてをだすな、Not with My Wife, You Don't!）は1966年に公開されたアメリカ合衆国のコメディ映画。ノーマン・パナマが監督や製作などを務め、トニー・カーティス、ヴィルナ・リージ、ジョージ・C・スコットが主演した。
製作には、ビング・クロスビー、ボブ・ホープ、ドロシー・ラムーア主演のコメディ作品群「珍道中シリーズ」を参考にしている。オープニングタイトルやアニメーション映像はソール・バスが担当している。

## キャスト
※括弧内は日本語吹替（初回放送1973年11月11日『日曜洋画劇場』）
- トム・フェリス大佐：トニー・カーティス（広川太一郎）
- ジュリー・フェリス：ヴィルナ・リージ（武藤礼子）
- タンク大佐：ジョージ・C・スコット（大平透）
- パーカー将軍：キャロル・オコナー
- ウォルターズ将軍：リチャード・イースタム